# Rozália Soós
Rozália Soós (ortografiat uneori și Rozalia Șooș sau Șoș, n. 1 februarie 1947, Târgu Mureș) este o fostă handbalistă română ce a jucat pentru echipa națională a României pe postul de pivot.

## Biografie
Rozália Soós și-a început cariera ca junioară în 1959, la Clubul Sportiv Mureșul Târgu Mureș, fiind pregătită de antrenorul Árpád Kameniczky.
Ea a făcut parte din echipa României care a cucerit medalia de aur în Olanda, la Campionatul Mondial pentru Tineret din 1967. Deoarece la acest turneu nu au participat decât echipe din Europa, Federația Internațională de Handbal a decis să îl considere doar o ediție experimentală, nu una oficială. Cu cele 21 goluri marcate pentru reprezentativa României, Soós a fost declarată golgeter al competiției.
Rozália Soós a fost componentă a selecționatei României care s-a clasat pe locul patru la Campionatul Mondial de Handbal Feminin din 1971, care s-a desfășurat în Olanda, precum și a echipei naționale care a câștigat medalia de argint la Campionatul Mondial de Handbal Feminin din 1973, desfășurat în Iugoslavia. De asemenea, a făcut parte și din selecționata României care s-a clasat pe locul patru la Campionatul Mondial de Handbal Feminin din 1975, desfășurat în URSS.
În urma unei ședințe de analiză cu toți antrenorii echipelor de handbal feminin, desfășurată în 1975, după Campionatul Mondial, s-a stabilit prin vot deschis clasamentul pe posturi din lotul lărgit al selecționatei României. Clasamentul pivoților a fost următorul: Doina Furcoi (47 voturi), Rozália Soós (41 de voturi). În 1976, cele 22 de jucătoare alese prin vot au fost urmărite în meciuri de pregătire și din campionatul intern, iar lotul a fost restrâns apoi la 16 jucătoare cu care s-a atacat etapa finală de omogenizare și pregătire.
Astfel, în final, Rozália Soós a fost selectată să facă parte din naționala de 14 handbaliste a României care a obținut locul patru la Jocurile Olimpice de vară din 1976, desfășurate la Montreal. Ea a jucat în patru din cele cinci meciuri și a înscris zece goluri. Cu cele zece goluri marcate pentru reprezentativa României, Soós a fost declarată golgeter al competiției.
Rozália Soós fost chemată pentru prima dată în 1966 la echipa națională a României, pentru care a evoluat în total în 188 de partide, în care a înscris 578 goluri.

## Viața personală
Rozália Soós este căsătorită cu un fost jucător, devenit apoi arbitru de polo pe apă, cu care are două fete, Krisztina și Kinga.
După retragerea din cariera sportivă, Soós a lucrat la Fabrica de Confecții din Târgu Mureș, la secția de desen-tehnic. Actualmente este pensionară.

## Palmares
Echipa națională
- Campionatul Mondial:
  -  Medalie de argint: 1973

- Campionatul Mondial pentru Tineret:
  -  Medalie de aur: 1967

- Cea mai bună marcatoare la Campionatul Mondial pentru Tineret din 1967 (21 goluri)

## Distincții
În 1970, Rozáliei Soós i s-a conferit titlul de „Maestru al Sportului”, iar în 1998, titlul de „Maestru Emerit al Sportului” pentru medalia de argint obținută la Campionatul Mondial din 1973.
În octombrie 2010, cu ocazia competiției „Trofeul Carpați”, Federația Română de Handbal a programat o ceremonie dedicată fostelor componente ale echipei naționale care au atins minimum o sută de selecții. Cu această ocazie, Rozáliei Soós i s-au înmânat o plachetă și o diplomă de excelență care îi conferă titlul de membru de onoare al FRH.

### Decorații
- Medalia „Meritul Sportiv” clasa I (18 august 1976) „pentru rezultatele deosebite obținute la Jocurile olimpice de vară de la Montreal – 1976, precum și pentru contribuția adusă la dezvoltarea activității sportive și la creșterea prestigiului sportului românesc pe plan internațional”[8][9]